# Rudi Kennes
Rudi Kennes (Niel, 22 juli 1959) is een Belgisch arbeider, syndicalist en politicus. 

## Levensloop
Kennes werd geboren in Niel en groeide op in een arbeidersgezin in de Boomse buurt Noeveren. Zijn moeder werkte in een pantoffelfabriek, zijn vader in een draadtrekkerij en zijn ouders hielden café in Niel.

### Opel Antwerpen
Kennes begon zijn beroepsloopbaan op 15-jarige leeftijd als monteur in een metaalfabriek. Hij ging op 13 februari 1978 aan de slag bij General Motors in Antwerpen als arbeider. In 1983 kwam hij na de sociale verkiezingen, waarin hij kandidaat was op de jongerenlijst van ABVV-Metaal, in de ondernemingsraad terecht. Hij schoolde zich als werknemer bij in boekhouding en informatica. Van 2005 tot 2011 was hij hoofddelegee voor ABVV-Metaal en van 2006 tot 2011 was hij ondervoorzitter van de Europese ondernemingsraad van General Motors Europe. In die periode begon GM een herstructurering. De mogelijke sluiting van Opel Antwerpen werd in 2009 op tafel gelegd, iets waartegen de vakbonden bij Opel zich verzetten. Begin 2010 besloot het bedrijf de vestiging tegen het einde van het jaar te sluiten, waardoor 2600 mensen hun baan verloren. Kennes werd als hoofddelegee een bekend gezicht van de strijd voor het openhouden van de fabriek. Tijdens de onderhandelingen en onrust noemde De Morgen Kennes "Vlaanderens bekendste vakbondsafgevaardigde". Kennes bleef tot het einde, in 2011, bij Opel werken en militeren.

### Politiek
Bij de federale verkiezingen van 2007 stond Kennes op de zesde plaats van de sp.a-spirit-lijst in de kieskring Antwerpen. Als populaire vakbondsman zou hij bij de Vlaamse verkiezingen van 2009 opkomen voor de sp.a, maar hij wees de hem aangeboden plaats af. Bij de federale verkiezingen van 2010 kreeg Kennes de 4e plaats in de kieskring Antwerpen; hij werd niet verkozen.
Van 2011 tot 2021 werkte Kennes als stafmedewerker van ABVV-voorzitter Rudy De Leeuw.

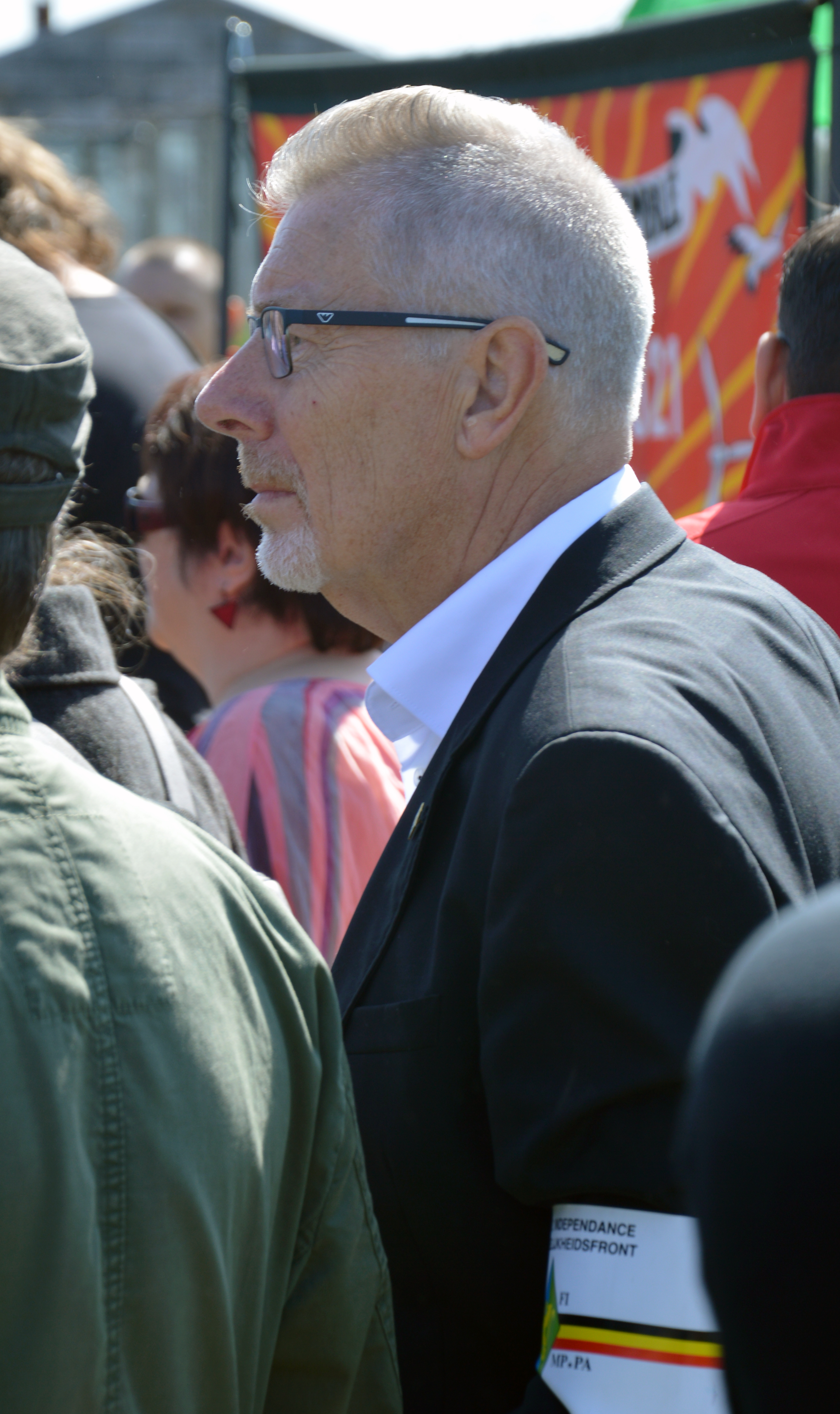
Kennes als vertegenwoordiger van het Onafhankelijkheidsfront op de 8 mei-herdenking aan het Fort van Breendonk in 2022.

Van 2013 tot 2018 was hij gemeenteraadslid voor sp.a in Willebroek. Bij de lokale verkiezingen van 2018 werd Kennes eerste opvolger. In 2018 stapte hij uit de sp.a. Door het ontslag van Griet Reyntiens uit de gemeenteraad keerde Kennes eind 2021 terug naar de gemeenteraad, in eerste instantie als onafhankelijke. Vervolgens maakte hij de overstap naar de PVDA, waar hij bovendien aan het werk ging als parlementair medewerker van Kamerlid Gaby Colebunders. Voor de PVDA stelde Kennes zich opnieuw kandidaat bij de gemeenteraadsverkiezingen van oktober 2024, maar hij raakte niet herkozen.
Kennes is lid van de antifasctische vereniging Onafhankelijkheidsfront.

### Europees Parlement
Bij de Europese Parlementsverkiezingen van 9 juni 2024 was Kennes lijsttrekker voor de PVDA in Nederlandstalig België. Marc Botenga, die in 2019 verkozen werd als eerste Europees Parlementslid voor de partij in het Frans kiescollege, werd daar opnieuw lijsttrekker. Tijdens de campagne was Kennes, vaak aan de zijde van Jos D'Haese, zeer aanwezig in de syndicale strijd bij busbouwer Van Hool in Koningshooikt, en nam hij het in de gemeenteraad op voor de werknemers van Decathlon in Willebroek. Kennes' campagne draaide vooral om de verandering die een "werkende mens" kan brengen in de "bubbel" van het Europees Parlement. De Europese PVDA-lijst behaalde 3,2 procentpunt meer dan in 2019 en eindigde op 8,1%, goed voor een zetel voor Kennes. Op 7 maart 2025 kondigde Kennes aan de PVDA te verlaten en voortaan als onafhankelijke te zetelen in het Europees Parlement.
Kennes werd lid van de Commissie industrie, onderzoek en energie in het Europees Parlement.
In maart 2025 verliet hij om onduidelijke redenen de PVDA en ging als onafhankelijke zetelen in het parlement, al bleef hij wel lid van de GUE/NGL-fractie.

## Privé
Kennes woont in Willebroek en is gehuwd met Karima Esbaï, die ook bij Opel Antwerpen werkte.

## Overzicht verkiezingsdeelnames
| Verkiezing                      | Kieskring              | Datum           | Lijst | Lijst       | Plaats op lijst | Voorkeursstemmen | Uitslag      | Partijuitslag binnen kieskring |
| ------------------------------- | ---------------------- | --------------- | ----- | ----------- | --------------- | ---------------- | ------------ | ------------------------------ |
| Federale verkiezingen (Kamer)   | Kieskring Antwerpen    | 10 juni 2007    |       | sp.a-Spirit | 6e plaats       | 4165             |              | 16,51%                         |
| Federale verkiezingen (Kamer)   | Kieskring Antwerpen    | 13 juni 2010    |       | sp.a        | 4e plaats       | 11.625           | 2e opvolger  | 14,32%                         |
| Gemeenteraadsverkiezingen       | Willebroek             | 14 oktober 2012 |       | sp.a        | 5e plaats       | 489              | 5e titularis | 29,8%                          |
| Gemeenteraadsverkiezingen       | Willebroek             | 14 oktober 2018 |       | sp.a        | 4e plaats       | 348              | 1e opvolger  | 26,9%                          |
| Europese Parlementsverkiezingen | Nederlands kiescollege | 9 juni 2024     |       | PVDA        | 1e plaats       | 72.434           | 1e titularis | 8,1%                           |
| Gemeenteraadsverkiezingen       | Willebroek             | 13 oktober 2024 |       | PVDA        | 1e plaats       | 252              |              | 5,2%                           |